# Анри-Едмон Крос
Анри-Едмон Крос на френски: Henri-Edmond Cross, роден на френски: Henri-Edmond-Joseph Delacroix, роден на 20 май 1856 г. в Дуе, починал на 16 май 1910 г. е френски художник и литограф. Един от най-важните представители на Поантилизма. Оказва значително влияние на Анри Матис и други художници. Оказва значително влияние в развитието на фовизма.

## Биография
След получаването на юридическо образование започва да изучава живопис в школата на Ф. Бонвен. Започва да рисува първоначално в реалистичен стил с тъмни цветове и едва след като попада под влияние на Жорж Сьора и Клод Моне, картините му стават светли и ярки. През 1884 г. заедно със Пол Синяк и Сьора основава „Салон на независимите“.

## Галерия
- Заливът Кавалер
- Борове
- Залез над морето
- Антиб
- Лодка
- Кипариси
- Пейзаж
- Бяла ела в долината (сянка в планината)
- Черният нос